# All Reflections Drained
All Reflections Drained — сьомий студійний альбом американського блек-метал гурту Xasthur, виданий лейблом Hydra Head Records 21 квітня 2009 р. Реліз, випущений в упаковці діджіпак А5, містив бонус-диск з піснями, що не потрапили до платівки. Альбом також вийшов обмеженим накладом на касетах (500 копій). У комплекті постачалися нашивка та 3 значки. Всі інструменти, вокал, музика й слова: Malefic. Вокал, клавішні: M. H.

## Список пісень
| #  | Назва                                | Тривалість |
| -- | ------------------------------------ | ---------- |
| 1. | «Dirge Forsaken»                     | 5:41       |
| 2. | «Maze of Oppression»                 | 5:13       |
| 3. | «Achieve Emptiness, Pt. 2»           | 4:39       |
| 4. | «Masquerade of Incisions»            | 15:33      |
| 5. | «Damage Your Soul»                   | 4:52       |
| 6. | «Inner Sanctum Surveillance»         | 7:02       |
| 7. | «Obfuscated in Oblivion»             | 5:25       |
| 8. | «All Reflections Drained»            | 7:57       |
| 9. | «Sear Me III» (лише на грамплатівці) |            |

| Бонус-диск | Бонус-диск                                         | Бонус-диск |
| #          | Назва                                              | Тривалість |
| ---------- | -------------------------------------------------- | ---------- |
| 1.         | «Torment»                                          | 4:54       |
| 2.         | «Aura of Denial»                                   | 4:45       |
| 3.         | «Flechcrawl» (кавер-версія Autopsy)                | 0:44       |
| 4.         | «Concealed Barren Thoughts»                        | 6:08       |
| 5.         | «Released from This Earth»                         | 4:58       |
| 6.         | «Untitled»                                         | 5:45       |
| 7.         | «A Living Hell»                                    | 3:00       |
| 8.         | «Trauma Will Always Linger»                        | 14:20      |
| 9.         | «Jomfrulysets Fall» (кавер-версія Forgotten Woods) | 6:13       |
| 10.        | «Outro»                                            | 0:23       |